# Pulsed-Field-Gelelektrophorese
Pulsed-Field-Gelelektrophorese (PFGE) oder nur Pulsed-Field-Elektrophorese, Puls-Feld-Gelelektrophorese ist eine Methode zur Längenbestimmung von DNA-Stücken chromosomaler Größe, z. B. zur Bestimmung des genetischen Fingerabdruckes oder zur Typisierung von bakteriellen Genomen und somit zur Identifikation von Pathogenen.

## Prinzip
Der Unterschied zur normalen Agarose-Gelelektrophorese besteht darin, dass kein zeitlich homogenes Feld angelegt wird, sondern periodisch für kurze Zeit umgepolt wird. Bei normaler Gelelektrophorese wandern große DNA-Stränge (circa 30–50 kbp) etwa gleich schnell, unabhängig von ihrer Größe bzw. Kettenlänge. Durch Umpolen kann die Auflösung in diesem Bereich erheblich verbessert werden. Die theoretischen Grundlagen sind nicht genau erforscht, jedoch macht sich dieses Verfahren die größere „Trägheit“ der größeren Stücke zu eigen, die sich dem wechselnden Feld nur langsam anpassen und neu ausrichten können. Die verschiedenen Stränge „verhaken“ sich in den Verstrebungen des Geles, durch die kurzen Umpolphasen lösen sich die kürzeren Stränge, für die längeren reicht die Zeit nicht. Im Mittel beschleunigt man also relativ kürzere Stränge im Vergleich zu den Längeren. Auf kurze Stücke hat das Verfahren keine Vorteile zur Agarose-Gelelektrophorese oder zur Kapillarelektrophorese.